# Tatuajes en la memoria
Tatuajes en la memoria es una película peruana de 2024, dirigida por Luis Llosa. La película adapta el libro autobiográfico de Lurgio Gavilán Sánchez, Memorias de un soldado desconocido, y sus vivencias durante el conflicto armado interno peruano, quien tras unirse en su niñez al grupo subversivo Sendero Luminoso, encontró una segunda oportunidad.

## Sinopsis
La película sigue a Lurgio Gavilán Sánchez, un niño ayacuchano que, tras quedar huérfano, se une a Sendero Luminoso siguiendo a su hermano mayor y es entrenado para la violencia. Luego de ser capturado por el ejército, encuentra una segunda oportunidad como soldado combatiendo contra sus antiguos camaradas, aunque atormentado por la sangre derramada como senderista y soldado. Busca una última esperanza como cura franciscano, para luego convertirse en un destacado antropólogo.

## Reparto
El reparto está compuesto por:
- Gianfranco Bustios - Lurgio Gavilán (de 12 años)
  - Carlos Taype - Lurgio Gavilán  (de 15 años)
  - Jhadmell Vásquez - Lurgio Gavilán (adulto)
- Renata Flores - senderista
- Milene Vázquez - monja
- Reynaldo Arenas - autoridad comunal
- Cristhian Esquivel - teniente Shogún
- Kenyi Nizama - Huáscar
- Josué Cohello - Mandinga
- Ana Rojas Huasco - camarada Rosaura
- Ricardo Bromley
- Karolina Lujan - senderista

## Producción
Luis Llosa anunció que adaptaría el libro de Lurjio Gavilán al cine en 2015. El guion estuvo a cargo de Mario Vargas Llosa y había sido presentado a estímulos concursables de la Dirección del Audiovisual, la Fonografía y los Nuevos Medios del Ministerio de Cultura, donde fue rechazado en cuatro ocasiones.
La película se grabó en Huanta, Huamanguilla y Quinua, distritos de Ayacucho donde ocurrieron los hechos, entre el 24 de octubre hasta el 20 de noviembre de 2022.